# Embaixada de Israel em Lisboa
A Embaixada de Israel em Lisboa é uma representação diplomática de Israel em Portugal.

## História
Em 1958, Israel abriu um consulado-geral em Lisboa.
Em setembro de 1976, o cônsul Yaakov Yasur faleceu repentinamente.
Após a Revolução dos Cravos em 1974, Portugal abriu-se mais ao mundo e, em 17 de abril de 1977, durante uma conferência em Amsterdão, o primeiro-ministro português Mário Soares e o ministro dos Negócios Estrangeiros Yigal Allon anunciaram a convenção de relações diplomáticas completas.
Em 13 de janeiro de 1979, houve uma tentativa de assassinato do embaixador Ephraim Eldar na frente da embaixada. Dois terroristas atacaram o veículo do embaixador. O embaixador foi ferido enquanto um guarda de segurança foi morto. Os perpetradores não foram detidos.
Em 2019, o Embaixador de Israel em Lisboa, Rafi Gamzu, iniciou um serviço memorial para o guarda de segurança que teve lugar na sede nacional da Polícia Portuguesa com a participação dos mais altos oficiais da polícia, ministros, membros da Embaixada de Israel e a família do guarda de segurança.